# Eterno Agosto
Eterno Agosto is het eerste studio-album van de Spaans-Duitse zanger Álvaro Soler. Het album werd uitgebracht op 26 juni 2015 door AirForce1 Records en Universal Music en werd in de periode van augustus 2014 tot februari 2015 geschreven en opgenomen door Álvaro Soler in Berlijn en Barcelona. Alvaro werkte hierbij samen met de Duitse muziekproducers en songwriters Alexander Zuckowksi en Simon Triebel.
De tracklist van Eterno Agosto bestaat uit 15 nummers waaronder Álvaro's eerste single El Mismo Sol en de versie van El Mismo Sol met Jennifer Lopez (dat ook werd uitgebracht in het Engels onder de titel 'Under the Same Sun').
Op 15 juli 2016 kwam er een uitgebreidere editie uit van Eterno Agosto dat de internationale hit Sofía bevat, en ook de singles Animal en Libre feat. de Mexicaanse zangeres Paty Cantu. Daarnaast verscheen er een Italiaanse editie waarvoor de single Libre opnieuw werd opgenomen, maar dan met de Italiaanse zangeres Emma Marrone. Verder verschilt de Italiaanse editie van de internationale editie door de aanwezigheid van het Spaans-Italiaanse nummer Sonrio (feat. Max Gazzè). De uitgebreide editie 2016 van Eterno Agosto behaalde de eerste positie in de hitlijsten in Italië, Zwitserland en Polen en de vijfde plaats in Duitsland.

## Tracklist Eterno Agosto (Editie 2015)
Eterno Agosto - Standaardeditie

| Nr. | Titel                | Duur |
| --- | -------------------- | ---- |
| 1.  | El mismo sol         | 2:59 |
| 2.  | Tengo un sentimiento | 3:04 |
| 3.  | Agosto               | 2:59 |
| 4.  | Mi corazón           | 3:11 |
| 5.  | Volar                | 3:01 |
| 6.  | Esta noche           | 2:49 |
| 7.  | Esperándote          | 3:18 |
| 8.  | Lucía                | 3:28 |
| 9.  | La vida seguirá      | 2:47 |
| 10. | Si no te tengo a ti  | 2:56 |
| 11. | Que pasa             | 3:12 |
| 12. | Cuándo volverás      | 3:18 |
| 13. | El camino            | 3:07 |

Eterno Agosto - Deluxe editie

| Nr. | Titel                                                          | Duur |
| --- | -------------------------------------------------------------- | ---- |
| 1.  | El mismo sol                                                   | 2:59 |
| 2.  | Tengo un sentimiento                                           | 3:04 |
| 3.  | Agosto                                                         | 2:59 |
| 4.  | Mi corazón                                                     | 3:11 |
| 5.  | Volar                                                          | 3:01 |
| 6.  | Esta noche                                                     | 2:49 |
| 7.  | Esperándote                                                    | 3:18 |
| 8.  | Lucía                                                          | 3:28 |
| 9.  | La vida seguirá                                                | 2:47 |
| 10. | Si no te tengo a ti                                            | 2:56 |
| 11. | Que pasa                                                       | 3:12 |
| 12. | Cuándo volverás                                                | 3:18 |
| 13. | El camino                                                      | 3:07 |
| 14. | El mismo sol ((featuring Jennifer López))                      | 3:08 |
| 15. | El mismo sol (Under the same sun) ((featuring Jennifer López)) | 3:08 |

## Tracklist Eterno Agosto (Editie 2016)
Eterno Agosto - Internationale editie
| Nr. | Titel                                                    | Duur |
| --- | -------------------------------------------------------- | ---- |
| 1.  | Sofia                                                    | 3:30 |
| 2.  | Animal                                                   | 3:54 |
| 3.  | Libre (feat. Paty Cantu)                                 | 3:51 |
| 4.  | El mismo sol                                             | 2:59 |
| 5.  | Tengo un sentimiento                                     | 3:04 |
| 6.  | Agosto                                                   | 2:58 |
| 7.  | Mi corazón                                               | 3:11 |
| 8.  | Volar                                                    | 3:01 |
| 9.  | Esta noche                                               | 2:49 |
| 10. | Esperándote                                              | 3:18 |
| 11. | Lucía                                                    | 3:28 |
| 12. | La vida seguirá                                          | 2:46 |
| 13. | Si no te tengo a ti                                      | 2:55 |
| 14. | Que pasa                                                 | 3:12 |
| 15. | Cuando volverás                                          | 3:18 |
| 16. | El camino                                                | 3:07 |
| 17. | El mismo sol (feat. Jennifer Lopez)                      | 3:08 |
| 18. | El mismo sol (Under the same sun) (feat. Jennifer Lopez) | 3:08 |

Eterno Agosto - Italiaanse editie
| Nr. | Titel                                                    | Duur |
| --- | -------------------------------------------------------- | ---- |
| 1.  | Sofia                                                    | 3:30 |
| 2.  | Animal                                                   | 3:54 |
| 3.  | Libre (feat. Emma Marrone)                               | 3:51 |
| 4.  | El mismo sol                                             | 2:59 |
| 5.  | Tengo un sentimiento                                     | 3:04 |
| 6.  | Agosto                                                   | 2:58 |
| 7.  | Mi corazón                                               | 3:11 |
| 8.  | Volar                                                    | 3:01 |
| 9.  | Esta noche                                               | 2:49 |
| 10. | Esperándote                                              | 3:18 |
| 11. | Lucía                                                    | 3:28 |
| 12. | La vida seguirá                                          | 2:46 |
| 13. | Si no te tengo a ti                                      | 2:55 |
| 14. | Que pasa                                                 | 3:12 |
| 15. | Cuando volverás                                          | 3:18 |
| 16. | Sonrio (La vita com'è) (feat. Max Gazzè)                 | 3:49 |
| 17. | El camino                                                | 3:07 |
| 18. | Sofia (acoustic version)                                 | 3:30 |
| 19. | El mismo sol (Under the same sun) (feat. Jennifer Lopez) | 3:08 |
| 20. | Sofia (Oovee remix)                                      | 3:44 |

## Hitnoteringen en RIAA-certificaties
| Hitlijst                         | Binnenkomst | Aantal weken | Piekpositie |
| -------------------------------- | ----------- | ------------ | ----------- |
| Vlaanderen (Ultratop Vlaanderen) | 07/11/2015  | 58           | 38          |
| Nederland (Album Top 100)        | 23/07/2016  | 1            | 36          |

| Land                                   | Hoogste hitnotering (2015 - 2017) | Aantal weken in hitlijst | Certificatie |
| -------------------------------------- | --------------------------------- | ------------------------ | ------------ |
| Zwitserland (Schweizer Hitparade)      | 1                                 | 103                      | Goud         |
| Italië (FIMI)                          | 1                                 | 73                       | Platinum     |
| Polen (ZPAV)                           | 1                                 | 77                       | 3x Platinum  |
| Duitsland (Offizielle Deutsche Charts) | 5                                 | 21                       | Goud         |
| Oostenrijk (Ö3 Austria Top 40)         | 6                                 | 25                       | Goud         |
| Spanje (PROMUSICAE)                    | 25                                | 10                       |              |
| Finland (Suomen Virallinen Lista)      | 43                                | 4                        |              |
| Frankrijk (SNEP)                       | 79                                | 5                        |              |